# Antonín Langhamer
Antonín Langhamer (24. července 1936 Semily – 4. května 2017 Jablonec nad Nisou) byl historik umění se zaměřením na sklo, šperky a bižuterii 20. století a historii sklářství, muzejní a galerijní pracovník.

## Život
Antonín Langhamer nemohl pro svůj „třídní původ“ studovat na střední škole a proto se mezi lety 1951 – 1953 vyučil sklářem na Základní odborné škole sklářské v Železném Brodě a poté nastoupil jako foukač laboratorního skla do n. p. Technické sklo v Držkově, kde pracoval až do roku 1958. V letech 1961 – 1965 externě studoval na Střední uměleckoprůmyslové škole sklářské v Železném Brodě. Díky uvolnění režimu pak v letech 1965 – 1970 vystudoval dálkově Fakultu sociálních věd, kde obhájil diplomovou práci Od Moderní revue k Listům. Vývoj grafické úpravy českého kulturního tisku.
V letech 1959 – 1961 pracoval jako metodik Okresního domu osvěty v Semilech, poté v letech 1961 – 1977 jako odborný pracovník Muzea skla a bižuterie v Jablonci nad Nisou. Za normalizace musel místo opustit. V letech 1978 – 1990 byl zaměstnán v Oblastní galerii v Liberci jako historik umění, později náměstek ředitele. Od roku 1990 až do svého odchodu do důchodu roku 1996 byl ředitelem Muzea skla a bižuterie v Jablonci nad Nisou. V letech 2001 – 2006 byl kurátorem Festivalů uměleckého skla v Karlových Varech.

### Ocenění
- 2002 – Sklářská cena České sklářské společnosti[5]
- 2016 – Medaile Gratias tibi ago statutárního města Jablonce nad Nisou[6]

## Dílo
Spolupracoval s Galerií DETESK v Železném Brodě, Muzeem a Pojizerskou galerií v Semilech, sklářskými školami a časopisem Sklář a keramik, s firmami Skloexport, Crystalex, Železnobrodské sklo. Připravil Katalog sbírky skla a bižuterie Městského muzea v Železném Brodě (2015). V letech 1966 – 1974 byl redaktorem prvních pěti ročníků sborníku Ars vitraria. Jako kurátor připravil kolem 300 výstav a je autorem mnoha textů katalogů výstav, encyklopedických hesel a rovněž přehledné publikace Legenda o českém skle. Byl kurátorem výstavy ke 150. výročí založení sklářské školy v Kamenickém Šenově roku 2006. Publikoval v časopisech Tvar, Tschekoslowakische Glasrevue, Ars vitraria, Umění a řemesla, Glasrevue, Výtvarná kultura, Neue Glasrevue, Keramika a sklo, Glass, China and Ceramics Magazine, Sklář a keramik, Ateliér, Domov, Listy, Kulturní tvorba, Listy SVU Mánes, Pojizerské listy, ad.
Působil i jako grafický designer plakátů. Patřil k významným teoretikům českého poválečného sklářského umění, kteří tomuto oboru pomohli prosadit se ve světě.

### Publikace
- Jaroslav Svoboda – Sklo, 221 s., CERM 2021, ISBN 978-80-7623-058-3
- Výtvarní umělci Jablonecka a Železnobrodska 1945 - 2015, 191 s.,  Jablonecké kulturní a informační centrum 2016, ISBN 978-80-270-0165-1 (s J. Jiroutkem)
- Jaroslav Brychta, spoluzakladatel a tvůrce železnobrodského skla, 215 s., Město Železný Brod 2014, ISBN 978-80-260-6737-5
- 100% SKLO. Sklářská škola v Železném Brodě 1920–2010, UPM, SUPŠS železný Brod 2010, ISBN 	978-80-7101-086-9 (s M. Hlavešem)
- Josef Drahoňovský a jeho Rozhovor, Rovensko pod Troskami 2007, ISBN 978-80-254-0116-3
- Sklo a světlo (150 let sklářské školy v Kamenickém Šenově: 1856-2006 ), Uměleckoprůmyslové museum, Praha 2006, ISBN 80-7101-058-8
- Le Verre de Bohême, 293 s., Editions de l'Amateur, 2002
- Legenda o českém skle, 294 s., nakl. TIGRIS, s.r.o., 1999, ISBN 80-86062-02-3
- Böhmisches Glas - Tradition und Gegenwart, 192 s., Crystalex Novy Bor 1991, 1995 (s VA. Vondruškou)
- Bohemia Crystal - das Glas, das die Welt ..., Liberec, Glasexport AG 1991 (s L. Pekarem)
- Arte del cristallo in Cecoslovacchia, Palombi Editori 1989, ISBN 978-8876215841

### Spoluautor
- České sklo - tradice a současnost, 192 s., Crystalex Nový Bor 1989
- Panorama der tschechischen bildenden Kunst 3,  Svaz českých výtvarných umělců, Český fond výtvarných umění, Panorama, nakladatelství a vydavatelství 1989
- A. Langhamer, Czech specialized schools for glassmaking and schools of applied arts: 1945-1990, The organization of production and development of design in Czechoslovak glassmaking (1940s-1980s), in: Helmut Ricke (ed.), Czech Glass 1945-1980 (Design in an Age of Adversity), 448 s., Museum Kunstpalast (Kunstmuseum Düsseldorf), Arnoldsche 2005, ISBN  3-89790-217-6[13]
- Connections 2009 (Contemporary European Glass Sculpture/ Současná evropská skleněná plastika), 180 s., Agency Prague Cherry, spol. s.r.o. 2009
- Katalog sbírky skla a bižuterie Městského muzea v Železném Brodě, 127 s., Městské muzeum v Železném Brodě, 2015, ISBN 978-80-260-8563-8 (s P. Hejralovou)

### Katalogy (výběr)

#### Autorské
- Břetislav Novák: Broušené sklo a plastiky, Muzeum skla a bižuterie v Jablonci nad Nisou 1966
- Miloslav Janků: Obrazy, malované sklo, figurky, Muzeum skla a bižuterie v Jablonci nad Nisou 1966
- Dagmar Kudrová, Výzkumný ústav užitkového skla Nový Bor 1966
- Alois Metelák: Životní dílo: architektura, sklo, kresby, Muzeum skla a bižuterie v Jablonci nad Nisou 1967
- Alois Hubička: Sochy, šperky, bižutérie, Muzeum skla a bižuterie v Jablonci nad Nisou 1969
- Karel Wünsch (Výstava skla z let 1959-1969), Muzeum skla a bižuterie v Jablonci nad Nisou 1969
- Ludvika Smrčková: Ryté sklo 1955 - 1973, Muzeum skla a bižuterie v Jablonci nad Nisou 1973
- Květa Kovářová: Výbor z díla, MNV Malá Skála 1974
- Felix Průša, broušené sklo, Muzeum skla a bižuterie v Jablonci nad Nisou 1974
- Vladimír Volšička: Obrazy a kresby z posledních let, Oblastní galerie Liberec 1975
- Miloslav Janků: Obrazy, sklo, grafika, Muzeum dělnického hnutí Semily 1976
- Natalie Hlubučková: Obrazy z domova a cest, Oblastní galerie Liberec 1976
- Alois Metelák, Jednotný klub pracujících Chrudim 1976
- Ladislav Karoušek: Obrazy, kresby, realizace, Krajské středisko státní památkové péče a ochrany přírody Ústí nad Labem 1977
- Vladimír Linka, Muzeum skla a bižuterie v Jablonci nad Nisou 1977
- Václav Pokorný: Obrazy, grafika Muzeum dělnického hnutí Semily 1977
- František Hora: Výběr z díla, Oblastní galerie Liberec 1978
- Zdeněk Němeček: Sochy, Oblastní galerie Liberec 1978
- Ludvika Smrčková: Praha v kresbě a rytině na skle, Dílo - podnik Českého fondu výtvarných umění 1978
- Eva Vlasáková: Kresby, Oblastní galerie Liberec 1978
- Miloslav Procházka, Oblastní galerie Liberec 1978
- Oldřich Oplt, Svaz českých výtvarných umělců, Oblastní galerie Liberec 1979
- Natalie Hlubučková Soukupová: Obrazy, Svaz českých výtvarných umělců 1979
- Jaroslav Grus: Výběr z malířského díla, Oblastní galerie Liberec 1979
- Miloslav Jágr: Ilustrace, Oblastní galerie Liberec 1979
- Alois Metelák: 60 let výtvarné práce, MNV Malá Skála 1979
- Vladimír Sobolevič, Oblastní galerie Liberec 1979
- Vladimír Komárek: Grafika, Oblastní galerie Liberec 1980
- Alois Metelák: Kresby, pastely, Oblastní galerie Liberec 1980
- Ladislav Karoušek: Obrazy, Výstavní síň Malá Skála 1981
- Zdenka M. Nováková: Obrazy, Muzeum Českého ráje v Turnově 1981 (s R. Bergmanem)
- Zasloužilý umělec Oldřich Oplt: Obrazy, Český fond výtvarných umění 1981
- Oldřich Oplt, Okresní galerie Jičín 1981
- Zasloužilý umělec Ladislav Čepelák: Grafika a kresby 1950/1980, Oblastní galerie Liberec 1982
- Akademický sochař a glyptik Ladislav Havlas: intaglie, kameje, Polabské muzeum v Poděbradech 1982
- Eva Kubínová: Grafika, Okresní galerie Jičín 1982
- Ladislav Karoušek, Okresní galerie Jičín 1982
- Josef Němec: Obrazy z let 1942-1982, MNV Malá Skála 1982
- Václav Plátek, Oblastní galerie Liberec 1982
- Vladimír Komárek, Oblastní galerie Liberec 1983
- Jaroslav Klápště, Oblastní galerie Liberec 1983
- Václav Plátek: Kresby / sklo / šperky, Svaz českých výtvarných umělců 1983
- Eva Kubínová: Grafika, Svaz českých výtvarných umělců 1983
- Oldřich Oplt: Obrazy z posledních let, Svaz českých výtvarných umělců 1984
- Ivo Rozsypal: Deset let výtvarné spolupráce s oborovým podnikem Crystalex Nový Bor 1973 - 1983, Crystalex 1984
- Václav Pokorný: Obrazy, Dílo - podnik Českého fondu výtvarných umění 1984
- Václav Pokorný, Oblastní galerie Liberec 1984
- Miroslav Houra, Výstavní síň výtvarného umění Most 1984
- Jaroslava Solovjevová: Obrazy, Oblastní galerie Liberec 1984
- Jan Souček: Kresby a grafiky, Oblastní galerie Liberec 1985
- Eva Kubínová: Grafika, Oblastní galerie Liberec 1985
- Václav Pospíšil: Výbor z tvorby, Oblastní galerie Liberec 1985
- Ladislav Karoušek: Obrazy, Galerie Dílo, Havířov 1985
- Jiřina Pastrnková: Sklo, Svaz českých výtvarných umělců 1985
- Karel Hruška: Shakespearovské cykly, Oblastní galerie Liberec 1986
- Miloslav Janků: Obrazy a kresby z let 1938-1986, Oblastní galerie Liberec 1986
- Pavel Šulc: Obrazy z let 1956 - 1986, Oblastní galerie Liberec 1986
- Vilém Veselý: Sklo, Sklářské muzeum Kamenický Šenov 1986
- Bohumil Čabla, sklo 1956 - 1986, Sklářské muzeum Nový Bor 1986
- Eva Kubínová, Svaz českých výtvarných umělců, Severočeská krajská organizace, Ústí nad Labem 1987
- Jaroslav Chudomel: Dřevořezy, pastely,  Oblastní galerie Liberec 1987
- Zasloužilý umělec Oldřich Oplt: Obrazy, Český fond výtvarných umění 1987
- Eleonora Reytharová, Svaz českých výtvarných umělců, Severočeská krajská organizace, Ústí nad Labem 1987
- Jan Solovjev, Oblastní galerie Liberec 1987
- Jaroslav Klápště, Oblastní galerie Liberec 1988
- Rastislav Michal: Obrazy a kresby z let 1958 - 1988, Oblastní galerie Liberec 1988
- Jaroslav Švihla: Grafika, Oblastní galerie Liberec 1988
- Josef Duchoň, Oblastní galerie Liberec 1989
- Pavel Roučka: Obrazy, grafika, ilustrace, Oblastní galerie Liberec 1989 (s P. Kováčem)
- Natalie Hlubučková Soukupová: Výbor z díla, Svaz českých výtvarných umělců 1989
- Václav Pokorný: Výbor z malířského díla, Oblastní galerie Liberec 1989, ISBN 80-85050-00-5
- Miloslav Jágr: Výbor z díla, Oblastní galerie Liberec 1989, ISBN 80-85050_01-3
- Josef Jíra: Obrazy, grafika, objekty, vitraje, Oblastní galerie Liberec 1990
- Vladimír Komárek: Grafika, Městské muzeum Moravská Třebová, Oblastní galerie Liberec, Regionální muzeum v Litomyšli 1990, ISBN 80-85050-03-X
- František Peterka, Oblastní galerie Liberec 1990
- Miloslav Klinger a železnobrodské sklo, Muzeum skla a bižuterie v Jablonci nad Nisou, Železnobrodské sklo, n. p. 1992
- René Roubíček. Miluše Roubíčková, Muzeum skla a bižuterie v Jablonci nad Nisou 1992
- Václav Pokorný, Muzeum a Pojizerská galerie Semily 1993
- Loretta Yang, Muzeum skla a bižuterie v Jablonci nad Nisou 1995, ISBN 80-901809-2-2
- Claus J. Riedel: Sklářský designér a podnikatel / Glasdesigner und Unternehmer, Muzeum skla a bižuterie v Jablonci nad Nisou 1995, ISBN 80-901809-1-4
- Eva Švestková: Sklo 1970-1995, Muzeum skla a bižuterie v Jablonci nad Nisou 1995, ISBN 80-901809-5-7
- Jitka Forejtová: Sklo 1984 - 1996, Muzeum skla a bižuterie v Jablonci nad Nisou 1996 (s A. Adlerovou)
- Jiří Harcuba: Ryté sklo, medaile, vitrografie, kresby, Muzeum a Pojizerská galerie Semily 1998
- Jaroslava Solovjevová (Obrazy z let 1959-1997), Trigon (Vladislav Zadrobílek), Praha 1998
- Fotografie Ladislava Korce z ateliérů Jaroslava Klápště, Vladimíra Komárka a Václava Pokorného, Korec L. 1999
- Václav Pokorný (XXXII. Nasavrcká paleta), Zámek Nasavrky 2002
- Lidmila Švarcová: Návrhy divadelních kostýmů, Oblastní galerie Liberec 2002, ISBN 80-85050-31-5
- Jaroslav Svoboda: Skleněná plastika, Galerie 7, Ostrava 2006
- Pavel Satrapa, Sklářské muzeum v Novém Boru 2008
- Vladimír Komárek: 1928-2002-2008, 95 s., Studio JB (Bárta & Bárta), Lomnice nad Popelkou 2008, ISBN 978-80-86512-39-6
- Alois Metelák, Město Železný Brod 2015, ISBN 	978-80-260-8626-0
- Jan Gabrhel (Sny psané sklem), Glassexport Co. Ltd., nedatováno
- Vladimír Šavel: Obrazy, kresby, grafika, Výstavní síň výtvarného umění Most, nedatováno

#### Kolektivní
- Bižutérie pro celý svět (IV. celostátní výstava jablonecké bižutérie, Jablonec nad Nisou 15.7.-26.8.1962), Muzeum skla a bižuterie v Jablonci nad Nisou 1962
- Výtvarní umělci Severočeského kraje 1975 (s O. Votočkem), 1977
- Umělecké sklo 1977, Svaz českých výtvarných umělců 1977
- Přehlídka tvorby mladých severočeských výtvarných umělců, Oblastní galerie Liberec, Svaz českých výtvarných umělců, Severočeská krajská organizace Ústí nad Labem 1981
- Soudobí ilustrátoři klasické literatury v Lidovém nakladatelství, Oblastní galerie Liberec 1987
- Výtvarní umělci Liberecka, Oblastní galerie Liberec 1987
- Sklo a světlo (Práce pedagogů střední uměleckoprůmyslové školy sklářské v Kamenickém Šenově nositelky řádu práce), Svaz českých výtvarných umělců, Severočeská krajská organizace Ústí nad Labem 1987
- Jozef Soukup a jeho žáci, Svaz českých výtvarných umělců 1989
- Pět malířů z Turnova (Jaroslav Klápště, Dalibor Matouš, Ludmila Matoušová, Jan Solovjev, Jaroslava Solovjevová), Svaz českých výtvarných umělců 1989
- Bohemia Crystal (Sklo, které dobylo svět), Skloexport a.s. 1991 (s L. Pekařem)
- Bohemia Crystal (Glass, that conquerred the World), Skloexport a.s. 1991 (s L. Pekařem)
- Hana Hančová, Zdeněk Lhotský, Oto Macek, Michal Machat, Ivana Mašitová, Jiří Nekovář, Jaroslav Róna, Ivana Šrámková, Kryštof Trubáček, Martin Velíšek, Muzeum skla a bižuterie v Jablonci nad Nisou 1991
- Česká tavená skleněná plastika, 55 s., Muzeum skla a bižuterie v Jablonci nad Nisou 1995, ISBN 80-901809-4-9 (brož.)
- B. Eliáš, J. Exnar, V. Kopecký, J. Matouš, E. Rožátová, J. Rybák, G. Šabóková, I. Šrámková, K. Vaňura, Muzeum skla a bižuterie v Jablonci nad Nisou 1996, ISBN 80-901809-8-1
- Z Jizerských hor do Českého ráje, 139 s., Jablonecké kulturní a informační centrum, o.p.s. 2018, ISBN 978-80-270-6075-7
- Karel Holub (ed.), Sklo v galeriích Díla, Dílo - podnik Českého fondu výtvarných umění, nedatováno